# Praha-Smíchov
Praha-Smíchov – stacja kolejowa w Pradze, w dzielnicy Smíchov, w Czechach przy ulicy Nádražní 279/1. Stacja posiada 3 perony, w tym północny, w rozkładzie jazdy występujący jako przystanek Praha – Smíchov severní nástupiště.